# Eremiascincus phantasmus
Espèce
Eremiascincus phantasmus est une espèce de sauriens de la famille des Scincidae.

## Répartition
Cette espèce est endémique d'Australie. Elle se rencontre en Australie-Méridionale, dans le Territoire du Nord, au Queensland et en Nouvelle-Galles du Sud.

## Publication originale
- Mecke, Doughty & Donnellan, 2013 : Redescription of Eremiascincus fasciolatus (Gunther, 1867) (Reptilia: Squamata: Scincidae) with clarification of its synonyms and the description of a new species. Zootaxa, no 3701(5), p. 473-517 (texte intégral).